# Batalla de Zuara
La batalla de Zuara fue una batalla que se dio el 14 de marzo de 2011 en plena rebelión en Libia de 2011 entre las tropas rebeldes al gobierno y los leales a Muamar el Gadafi en la ciudad de Zuara (Libia).
Las tropas leales atacaron primero con artillería la ciudad y tras el cese del fuego, los tanques entraron rápidamente en la población por el oeste, el este y el sur. Los rebeldes continuaron luchando a pesar de todo, pero no tenían las armas adecuadas para destruir los tanques enemigos siendo tomada la ciudad ese mismo día.